# Зуево (Нижегородская область)
Зу́ево —  деревня в городском округе Семёновский Нижегородской области России. Входит в состав Хахальского сельсовета, ранее Светловского сельсовета.

## География
Деревня расположена у истока реки Алсма, возле деревни Паромово, в 17 км от административного центра сельсовета — деревни Хахалы и 48 км от областного центра — Нижнего Новгорода.

## Население
| 2002 | 2010 |
| ---- | ---- |
| 28   | ↘11  |

## Инфраструктура
Личное подсобное хозяйство.

## Транспорт
Просёлочные дороги.